# 雅各布·富格尔肖像
《雅各布·富格尔肖像》是德国文艺复兴艺术家 阿尔布雷希特·丢勒 的一幅板面油画，绘制于 约1520 年，现藏于德国奥格斯堡。
雅各布·富格尔是奥格斯堡最富有的商人之一。1518 年奥格斯堡议会期间，丢勒作为家乡纽伦堡代表团的一员来到奥格斯堡，会见了众多名人，其中包括自第二次威尼斯之行（1506-1507 年）以来一直保持良好关系的富格尔，此时曾为他画像，后来丢勒完成了这幅肖像，大约在 1520 年左右。